# Lasianthus
Lasianthus es un género con 330 especies de plantas con flores perteneciente a la familia de las rubiáceas. Es nativo de las regiones tropicales de América, África y Asia, también conocido como Octavia.

## Descripción
Sufrútices, arbustos o arbolitos terrestres, inermes, las flores bisexuales o rara vez plantas monoicas, algunas veces con olor fétido. Hojas opuestas, isofilas, enteras, sin domacios; estípulas interpeciolares, triangulares, erguidas, persistentes o caducas, aparentemente valvares. Inflorescencias axilares, aglomeradas o rara vez cimosas, paucifloras a multifloras, sésiles a subsésiles, bracteadas. Flores sésiles o rara vez pediceladas, distilas o homostilas, aparentemente protandras; limbo calicino 3-6-lobado, sin calicofilos; corola infundibuliforme a hipo-craterimorfa, blanca a rosada, barbada en la garganta, los lobos 4-6, valvares; estambres 4-6, anteras dorsifijas cerca de la base, incluidas o exertas; estigmas 4-10, incluidos o exertos, lineares o redondeados; ovario 4-12-locular, los óvulos solitarios, basales. Frutos en drupas, subglobosas a oblatas, carnosas, azules a negras; pirenos 4-12, 1-loculares, con 1 semilla, aplanados, lisos; semillas oblongas, lisas.

## Taxonomía
El género fue descrito por William Jack y publicado en Transactions of the Linnean Society of London 14: 125. 1823. La especie tipo es: Lasianthus cyanocarpus Jack. 

## Especies
- Lasianthus acuminatissimus Merr. (1922).
- Lasianthus acuminatus Wight ex Hook.f. (1880), nom. illeg.
- Lasianthus acutatus Miq. (1861).
- Lasianthus africanus Hiern in D.Oliver & auct. suc. (eds.) (1877).[5]